# Russell Joseph McVinney

Wappen von Russell Joseph McVinney

Russell Joseph McVinney (* 25. November 1898 in Warren, Rhode Island; † 10. August 1971) war ein US-amerikanischer Geistlicher und römisch-katholischer Bischof von Providence.

## Leben
Russell Joseph McVinney empfing am 13. Juli 1924 das Sakrament der Priesterweihe.
Am 29. Mai 1948 ernannte ihn Papst Pius XII. zum Bischof von Providence. Der Apostolische Delegat in den Vereinigten Staaten, Erzbischof Amleto Giovanni Cicognani, spendete ihm am 14. Juli desselben Jahres die Bischofsweihe; Mitkonsekratoren waren der Bischof von Hartford, Henry Joseph O’Brien, und der Koadjutorbischof von Fall River, James Louis Connolly.